# Ocean Shores (Washington)
Ocean Shores je grad u američkoj saveznoj državi Washington. Prema popisu stanovništva iz 2010. u njemu je živjelo 5.569 stanovnika.